# Robert Cecil, I conte di Salisbury
Robert Cecil, I conte di Salisbury (Londra, 1º giugno 1563 – Londra, 24 maggio 1612), è stato un nobile e politico inglese.
Figlio di William Cecil, I barone Burghley, e fratellastro di Thomas Cecil, I conte di Exeter nonché cugino del filosofo Francis Bacon, fu consigliere di Elisabetta I e di Giacomo I.

## Biografia

### Infanzia ed educazione
Robert Cecil nacque il 1º giugno 1563 a Londra da William Cecil, I barone Burghley e da Mildred Cooke.
Egli venne educato al St John's College di Cambridge

### Matrimonio
Robert Cecil sposò Elizabeth, figlia di William Brooke, X barone Cobham nel 1589. Ebbero tre figli.
Elizabeth morì sei anni dopo.

### Carriera politica

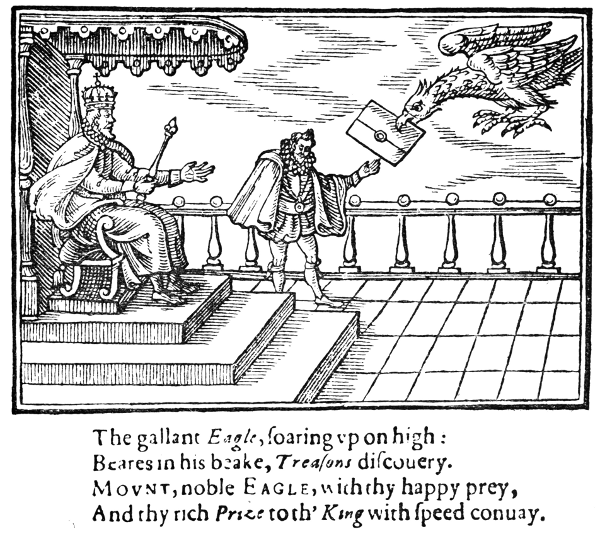
Vignetta satirica raffigurante Robert Cecil e Re Giacomo, col quale manteneva una corrispondenza segreta

Salisbury venne nominato Segretario di Stato dopo la morte di sir Francis Walsingham nel 1590, e divenne politico preminente dopo la morte di suo padre nel 1598, prestando servizio sia sotto Elisabetta I sia sotto Giacomo I come Segretario di Stato. Fu a questo punto che egli entrò in disputa con Robert Devereux, II conte d'Essex sulla quale prevalse il dovere verso lo stato nella campagna contro i ribelli irlandesi durante la Guerra dei Nove anni nel 1599. Durante questo periodo egli fu l'artefice dell'esaltazione dei flebili successi ottenuti da re Giacomo I, mantenendo una corrispondenza segreta col sovrano del quale fu spia e capo del servizio segreto.
Re Giacomo lo elevò al grado di pari il 20 agosto 1603 col titolo di Barone Cecil, di Essendon nella Contea di Rutland, per poi crearlo Visconte Cranborne nel 1604 e poi Conte di Salisbury nel 1605. Lord Salisbury venne coinvolto grandemente in materia di sicurezza dello Stato, sia per il ruolo già preminente avuto da suo padre (principale ministro di Elisabetta I), sia per essersi ingraziato Sir Francis Walsingham (capo dell'intelligence di Elisabetta I), dal quale venne istruito a tale ruolo. Nel 1603 il suo fratellastro Lord Cobham venne implicato sia nel Bye Plot che nel Main Plot, tentativi che minavano la reggenza di Giacomo I per rimpiazzarlo al trono con Lady Arbella Stuart. Nel 1604 fu tra i firmatari del Trattato di Londra che pose fine alla ventennale Guerra anglo-spagnola.
Il Conte di Salisbury prestò dunque servizio come cancelliere del Trinity College di Dublino e dell'Università di Cambridge dal 1601 al 1612.
Nel 1610-11, Cecil cercò di convincere il Parlamento ad accettare un accordo (il cosiddetto Great Contract) in base al quale il Re avrebbe rinunciato a tutte le sue fonti di reddito feudali e consuetudinarie in cambio di un reddito annuo fisso di circa £ 300.000. Cecil attribuiva grande importanza al progetto, ma incontrò la ferma opposizione della Camera dei Comuni.  Anche re Giacomo I non mostrò molto entusiasmo l'accordo, e nel 1611 il re, contro il parere di Cecil, sciolse il Parlamento. Questo fu un duro colpo per Cecil, ormai consapevole di avere perso influenza sul re a favore dei suoi favoriti, in particolare Robert Carr.

### Morte
Il Conte di Salisbury morì il 24 maggio 1612 a Londra.

## Discendenza
Dal matrimonio tra Robert Cecil e Elizabeth Brooke nacquero
- Lady Catherine Cecil;
- William Cecil, II conte di Salisbury (28 marzo 1591-3 dicembre 1668);
- Lady Frances Cecil (1593-14 febbraio 1644), sposò Henry Clifford, V conte di Cumberland, ebbero una figlia.

## Letteratura
Robert Cecil compare come personaggio nell'ultimo capitolo della trilogia di Ken Follett La colonna di fuoco, romanzo del 2017. Compare inoltre nel libro Le chiavi del potere di Steve Berry.